# Xenolophium lanuginosum
Xenolophium lanuginosum är en svampart som beskrevs av A. Bell & Mahoney 2008. Xenolophium lanuginosum ingår i släktet Xenolophium och familjen Melanommataceae.   Inga underarter finns listade i Catalogue of Life.